# Гриф (герб)
Гриф (Свобода, По три на гілку, Якса, пол. Gryf, Swoboda, Po trzy na gałąź, Jaxa, Świeboda, Swieboda, Griffes) — польський, український та литовський шляхетський герб. Згадується серед гербів у найдавнішому збереженому на сьогодні польському гербовнику Insignia seu clenodia Regis et Regni Poloniae Яна Длугоша, написаному ним у 1464-1480 роках. Гриф є одним із 47 гербів до яких було прийнято представників литовсько-українсько-білоруської шляхти після Городельської унії 1413 року. Деякі з них включені в Загальний гербовник дворянських родів Російської імперії. 
Герб в основному був поширений серед шляхетських родин, що осіли в краківській, руській, сандомирській землях, у Мазовії та Великопольщі. Найбільш відомими родами, що вживали цей герб були Мелецькі та Браницькі.

## Опис
Зображувався у вигляді тварини білого кольору з орлиною головою та крилами (грифон); нижня половина тіла, задні лапи і хвіст лев'ячі, фігура знаходиться у червоному полі. На вершині герба такий же грифон з мисливським золотим рогом.
Ян Длугош так описує герб та його рід у своїй праці: Білий гриф у червонім полі. Його власники походили з Дакії, ця шляхетська родина вирізнялась тим, що виділяла значні кошти на заснування й будівництво монастирів.
Каспер Несецький, посилаючись на історичні праці Марціна Бельського, Бартоша Папроцького, Шимона Окольського, Вацлава Потоцького і Войцеха Кояловича, так описував герб: В червоному полі Гриф білий, передня половина якого від голови, орла з закрученим носом та вивішеним язиком і двома лапами з кігтями, піднятими догори, також з двома крилами піднятими для льоту; друга половина лева з двома лапами, на яких стоїть, та хвостом з під лап вгору задертим, кігті на ногах і ніс в нього жовтий, а сам Гриф звернений в лівий бік щита. Над короною така ж половина орла з трубою, але без кігтів.
Сучасний опис виглядає так:
На щиті в червоному полі Гриф срібний, з золотими кігтями і дзьобом. В клейноді половина цієї ж фігури, без передніх лап, з золотою трубою (мисливським рогом) по правій стороні герба. Намет червоний, підбитий сріблом.

## Історія

### Найдавніші згадки
- Зображення з печаток першої половини XIII століття.
- В 1359 році у лісах Волощини, в програній битві проти молдавської армії, родова хоругва Грифичів потрапила в руки неприятелів.
- 1425 рік — епітафія Вержбєнти з Браниць, стольника краківського і старости сяноцького.

Під час Городельської унії герб перейшов і у Велике князівство Литовське, Руське і Жемайтійське (герб прийняв литовський боярин Бутовт Монтигайлович). 

### Етимологія
Назва Гриф (пол. Gryf, лат. Gryphus) походить від загального імені гриф, грифон (міфічні крилаті створіння, яких зображували крилатими з тілом левами та з головою орла або іншого хижого птаха). Зображення грифа було часто вживане в європейській геральдиці. Як назва, зображена на щиті, виступає в описанні того герба з 1412 року. Назва гербу, правдоподібно, походить від зображення постаті грифа, розміщеній на бойових щитах. 

## Роди
Тадеуш Гайль у своєму Гербовнику польському подає перелік із 480 родин, що користувались цим гербом:
- Аксамитовські (Aksamitowski, Axamitowski), Аксентовичі (Aksentowicz, Axentowicz), Анджейкевичі (Andrzejkiewicz), Анджейковичі (Andrzejkowicz), Анковські (Ankowski), Андроневські (Androniewski), Андроновські (Andronowski).
- Бабовські (Babowski), Баволовські (Bawołowski), Баковські (Bakowski), Бановські (Banowski), Баньковські (Bańkowski), Батовичі (Batowicz), Батовти (Batowt), Белгацькі (Bełhacki), Белзькі (Bełzki), Белиські (Білиські) (Beliski), Белицькі (Білицькі) (Belicki, Bielicki), Бельські (Бєльські) (Bielski), Беме (Behme), Бенда (Będa), Беняжевські (Bieniażewski), Беняшевські (Bieniaszewski), Бжезенські (Brzezieński), Бжезінські (Brzeziński), Бжежницькі (Brzeżnicki), Бжезницькі (Brzeźnicki), Биковські (Якси-Биковські) (Bykowski, Jaksa-Bykowski, Jaxa-Bykowski), Білянські (Bilański), Бірово (Birowo), Бітнери (Bitner), Бітовти (Bitowt), Бітовтовичі (Bitowtowicz), Бобри (Bober), Бобовські (Bobowski), Бобринські (Bobryński), Бобрінські (Bobriński), Бобровичі (Bobrowicz), Богатки (Bogatko), Богуслави (Bogusław), Бо(р)жеславські (Borzesławski), Бо(р)жиславські (Borzysławski), Боковські (Bokowski), Бонковські (Bąkowski), Бонковські-Якси (Bąkowski-Jaksa), Боньковські (Bońkowski), Борковичі (Borkowicz), Боровські (Borowski), Ботовди (Botowd), Ботовичі (Botowicz), Ботовти (Botowt), Брайчевські (Brajczewski), Брайшевські (Brajszewski), Браницькі (Branicki), Бранські (Brański), Брауни (Braun), Брилинські (Bryliński), Бронці (Broniec), Бронецькі (Broniecki), Бубовські (Bubowski), Бубри (Bóbr), Бу(р)жинські (Burzyński), Бурнейки (Burnejko), Бутовичі (Butowicz), Бутовти (Butowt), Бутовтовичі (Butowtowicz), Буттовди (Buttowd), Буттовти (Buttowt).
- Вархаловські (Warchałowski), Вдовишевські (Wdowiszewski), Ве(р)жбєнта (Wierzbięta), Ве(р)жбицькі (Вербицькі) (Wierzbicki), Вешмунти (Weszmunt), Вешмунтовичі (Weszmuntowicz), Винярські (Winiarski), Вишеки (Wyszek), Вишки (Wyszko), Вишневські (Wiśniewski), Вишньовські (Wiśniowski), Вікторовські (Wiktorowski), Вільковські (Wilkowski), Вішеки (Wiszek), Вішки (Wiszko), Водницькі (Wodnicki), Вольські (Wolski), Воштовти (Wosztowt), Вошторти (Wosztort).
- Гачевські (Haczewski), Гаусмани (Hausman), Гаусманни (Hausmann), Гвозьдзьовські (Gwoździowski), Гедайміни (Gedajmin), Гедецькі (Giedecki), Геджицькі (Giedrzycki), Ґедзінські (Giedziński), Гедиміни (Giedymin), Гедміни (Giedmin), Гедчинські (Giedczyński), Гедчицькі (Giedczycki), Гетка (Гедка) (Getka, Gedka), Геткіни (Getkin), Гетко (Getko), Гештовти (Gesztowt, Giesztowt), Ґембські (Gębski), Ґендка (Gędka), Генк (Gienk), Ґенки (Gienko), Гернтовти (Gierntowt), Ґживальдські (Грживальдські) (Grzywaldzki), Ґживлядські (Грживлядські) (Grzywladski), Гладиші (Gładysz), Гладишевські (Gładyszewski), Глуховські (Głuchowski), Гнатковські (Hnatkowski), Ґоломбеки (Gołąbek), Ґомбські (Gąbski), Госицькі (Gosicki), Гошицькі (Goszycki), Грегоровичі (Gregorowicz), Грефковичі (Grefkowicz), Гридзичі (Hrydzicz), Гринкевичі (Grynkiewicz), Грифіни (Gryfin), Гриффіни (Gryffin), Грички (Gryczka), Гродзицькі (Grodzicki), Грозновські (Hroznowski), Громики (Hromyk), Громика (Hromyka), Гроновські (Hronowski), Ґросси (Gross), Груздзь (Gruźdź), Губіни (Gubin), Гульбіновичі (Gulbinowicz), Гуменецькі (Gumieniecki), Гунтери (Gunther), Густковські (Gustkowski).
- Дембицькі (Dembicki, Dębicki), Дзівіші (Dziwisz), Добеки (Dobek), Доберські (Doberski), Добкевичі (Dobkiewicz), Добки (Dobko), Дов'яти (Dowiat), Дов'ятти (Dowiatt), Домарадські (Domaradzki), Домарацькі (Domaracki).
- Єзерські (Jezierski), Єнцевичі (Jencewicz), Єньцевичі (Jeńcewicz).
- Жаковські (Żakowski), Жапорські (Żaporski), Жарлинські (Żarliński), Жеромські (Żeromski), Жеромські-Якси (Żeromski-Jaxa), Жеронські (Żeroński), Жизмінські (Żyzmiński), Жуковські (Żukowski).
- Заґурські (Zagórski), Задрожні (Задорожні) (Zadrożny), Заєзерські (Zajezierski), Закоморні (Zakomorny), Закржевські (Закревські, Закшевські) (Zakrzewski), Закржовські (Закровські, Закшовські) (Zakrzowski), Замеровські (Zamierowski), Замеховські (Zamiechowski), Занетовські (Занєтовські) (Zanietowski), Запоровські (Zaporowski), Запорські (Zaporski), Зґлобицькі (Zgłobicki), Зебжидовські (Zebrzydowski), Земи-Гродзицькі (Ziema-Grodzicki), Земя (Зємя) (Ziemia), Зенки (Zienko), Зимноводські (Zimnowodzki), Знамеровські (Znamierowski), Знаміровські (Znamirowski), Золотарі (Zołotar).
- Іжирони (Iżyron), Ільсінґери (Ілзінґери) (Ilsinger).
- Йовшиці (Jowszyc).
- Кавенцькі (Kawęcki), Кавецькі (Kawecki, Kawiecki), Канські (Kański), Карповичі (Karpowicz), Каштанецькі (Kasztanecki), Квецінські (Kwieciński), Квяткевичі (Kwiatkiewicz), Квятковичі (Kwiatkowicz), Квятковські (Kwiatkowski), Келлери (Keller), Кемпські (Kępski), Кенсовські (Kęsowski), Кертути (Kiertut), Києнські (Kijeński), Кияновські (Kijanowski), Киянські (Kijański), Кільські (Kilski), Кіцькі (Кицькі) (Kicki), Клевщинські (Klewszczyński), Клещевські (Kleszczewski), Клещинські (Kleszczyński), Климонтовичі (Klimontowicz), Кобери (Kober), Кобри (Kobr), Кобро (Kobro), Ковалевські (Kowalewski), Коварські (Kowarski), Колачковські (Kołaczkowski), Колудські (Kołudzki), Колуцькі (Kołucki), Комарницькі (Komarnicki), Коморницькі (Komornicki), Коморовські (Komorowski), Конарські (Konarski), Консенські (Kąsieński), Корабки (Korabka), Косме(р)жовські (Косьмежовські) (Kośmierzowski), Косминовські (Kosmynowski), Космишевські (Kosmyszewski), Косміновські (Kośminowski), Коссовичі (Kossowicz), Кос(ь)фичі (Kośficz), Котковські (Kotkowski), Коцми(р)жевські (Kocmyrzewski), Криницькі (Krynicki), Кричевські (Kryczewski), К(р)жечевичі (Krzeczewicz), К(р)жечовичі (Krzeczowicz), К(р)жешовицькі (Кшешовицькі) (Krzeszowicki), К(р)жешовські (Кшешовські) (Krzeszowski), К(р)жишевські (Krzyszewski), Кробановські (Krobanowski), Кромоловські (Kromołowski), Круковські (Krukowski), Крушевські (Kruszewski), Крушовські (Kruszowski), Кунецькі (Kuniecki), Курковські (Kurkowski).
- Лабановські-Дов'яти (Łabanowski-Dowiat), Ладошинські (Ładoszyński), Латошинські (Łatoszyński), Лаудини (Laudyn), Левченки (Lewczenko), Леньковські (Leńkowski), Лесневські (Leśniewski), Лес(ь)новольські (Leśnowolski), Лес(ь)ньовольські (Leśniowolski), Лес(ь)ньовські (Leśniowski), Леховичі (Lechowicz), Липовські (Lipowski), Ліґензи (Ligęza), Лобзовські (Łobzowski), Лобовські (Łobowski), Ловчевські (Łowczewski), Ловчиновські (Łowczynowski), Ловчицькі (Łowczycki), Ловчовські (Łowczowski), Лотвишинські (Łotwiszyński), Лупинські (Łupiński), Льобовські (Lobowski), Любонські (Luboński), Любчевські (Lubczewski), Люзенські (Luzeński), Лютецькі (Lutecki), Лявчиновські (Лавчиновські) (Lawczynowski), Лянґи (Ланґи) (Lang), Лясковські (Laskowski), Лятосинські (Latosiński), Лятошинські (Latoszyński).
- Маковські (Makowski), Макуловичі (Makułowicz), Макульські (Makulski), Малаховські (Małachowski), Малешевські (Maleszewski), Малешовські (Maleszowski), Малішевські (Maliszewski), Малішенки (Maliszenko), Малішовські (Maliszowski), Манюковські (Maniukowski), Марцінковські (Marcinkowski), Масли (Masło), Мацевичі (Macewicz), Микошеки (Mykoszek), Ми(р)жовські (Myrzowski), Мишки (Myszka), Міцевичі (Мицевичі) (Micewicz), Міхеровські (Micherowski), Міховські (Michowski), Міхори (Michora), Міхоровські (Michorowski), Мелендські (Mielędzki), Меленцькі (Mielęcki), Мелецькі (Mielecki), Миколаєвські (Mikołajewski), Миколайовські (Mikołajowski), Мікошеки (Mikoszek), Мікошки (Mikoszko), Міленцькі (Миленцькі) (Milęcki), Мілецькі (Милецькі) (Milecki), Міновські (Миновські) (Minowski), Мі(р)жевські (Mirzewski), Мі(р)жовські (Mirzowski), Моленди (Molenda), Молендзинські (Molendziński), Монкольські (Mąkolski).
- Накваські (Nakwaski), Насенховські (Nasięchowski), Насеховські (Nasiechowski), Наст (Nast), Насто (Nasto), Неклевичі (Nieklewicz), Нелединські (Neledyński), Нечвоєвичі (Neczwojewicz), Нечвойовичі (Neczwojowicz), Ніклевичі (Niklewicz), Новошевичі (Nowoszewicz), Носиловські (Nosiłowski), Носковські (Noskowski).
- Одорські (Odorski), Околовські (Okołowski), Осовецькі (Osowiecki), Оссовецькі (Ossowiecki), Оссовські (Ossowski), Островські (Ostrowski), Отвіновські (Отвиновські) (Otwinowski), Отфіновські (Otfinowski), Отффіновські (Otffinowski).
- Палюховські (Paluchowski), Пантеревичі (Panterewicz), Пантеровичі (Panterowicz), Папевські (Papiewski), Папеські (Papieski), Папінські (Papiński), Папуські (Papuski), Париси (Parys), Пацерковські (Pacierkowski), Пелки (Pełka), Петрашки (Pietraszko), Піско(р)жевські (Piskorzewski), Побєдзінські (Pobiedziński), Подгродські (Podgrodzki), Подегродські (Podegrodzki), Подогродські (Podogrodzki), Познанські (Poznański), Полеські (Poleski), Полуцькі (Połucki), Полюцькі (Polucki), Потуцькі (Potucki), Проханські (Prochański), Прохенські (Procheński), Пруханські (Pruchański), Прухенські (Prucheński), Прученські (Pruczeński), Пшерембські (Przerembski, Przerębski).
- Радлінські (Radliński), Раковські (Rakowski), Ранковичі (Rankowicz), Рачкевичі (Raczkiewicz), Рачковичі (Raczkowicz), Рожени (Rożen), Роженковські (Rożenkowski), Роженські (Rożeński), Рожно (Rożno), Рожновські (Rożnowski), Розени (Rozen), Ронікери (Ronikier), Ронови (Ronow), Росейовські (Rosiejowski), Рославці (Rosławiec), Рословці (Rosłowiec), Рословичі (Rosłowicz), Ротаріуси (Rotarius), Ротаріуші (Rotariusz), Ротарські (Rotarski), Рудлицькі (Rudlicki), Ружицькі-Хамські (Różycki-Chamski), Рушковські (Ruszkowski), Рущицькі (Ruszczycki).
- Свошовські (Swoszowski), Свєбоди (Świeboda), Свєншеки (Święszek), Свірґонь (Świrgoń), Святопелки (Światopełk), Святопелковичі (Światopełkowicz), Святополки (Światopołk), Селімовичі (Selimowicz), Сераковські (Sierakowski), Сераховські (Sierachowski), Сироховські (Syrochowski), Сіраковські (Sirakowski), Скарбеки (Skarbek), Ск(р)жишевські (Скшишевські) (Skrzyszewski, Ск(р)жишовські (Скшишовські) (Skrzyszowski), Славошевські (Sławoszewski), Слоцькі (Słocki), Соколовські (Sokołowski), Солецькі (Solecki), Сороко (Soroko), Станіславські (Stanisławski), Стойовські (Stojowski), Ст(р)жешковські (Strzeszkowski), Строньовські (Stroniowski), Студзенські (Studzieński), Студзинські (Студзінські) (Studziński), Суліслави (Sulisław), Сулоцькі (Sułocki).
- Таоновичі (Taonowicz), Тенгоборські (Tęgoborski), Тонгоборські (Tągoborski), Топоровські (Toporowski), Треска (Treska), Треско (Tresko), Трешка (Treszka), Троєцькі (Trojecki), Трояцькі (Trojacki), Т(р)жецевські (Тшецевські) (Trzeciewski), Т(р)жецецькі (Тшецецькі) (Trzeciecki), Т(р)жецяки (Третяки) (Trzeciak), Турські (Turski), Тухачевські (Tuchaczewski).
- Уєйські (Ujejski), Ульковські (Ulkowski).
- Хамці (Chamiec), Хамські (Chamski), Ханські (Khański), Ха(р)жевські (Charzewski), Хицькі (Chycki), Хицьки (Chyćko), Хіцькі (Chicki), Хлендовські (Chłędowski), Хлондовські (Chłądowski), Хомські (Chomski), Хотовські (Chotowski), Храпковичі (Chrapkowicz), Хроновські (Chronowski), Хроньовські (Chroniowski).
- Цедери (Ceder), Цедро (Cedro), Цедровичі (Cedrowicz), Цедровські (Cedrowski), Цепельовські (Ciepielowski), Цеплевські (Ciepielewski), Циганські (Cygański), Циковські (Cykowski), Ціковські (Cikowski).
- Чадери (Czader), Чаєнцькі (Czajęcki), Чайковські (Czaykowski), Чаянські (Czajański), Чепелевські (Czepielewski), Чепельовські (Czepielowski), Чепілевські (Czepilewski), Чиковські (Czykowski).
- Шлидієни (Szlydyen), Шолдрські (Szołdrski), Шоломські (Szołomski), Штуковські (Sztukowski), Шульци (Szulc).
- Щепановські (Sczepanowski, Szczepanowski), Щинецькі (Szczynecki), Щодрі (Щедрі) (Szczodry), Щуковські (Szczukowski), Щукоцькі (Szczukocki).
- Яворські (Jaworski), Явойші (Jawoysz), Явшиці (Jawszyc), Якси (Jaxa), Яксинські (Jaksiński), Якшевичі (Jakszewicz), Яніки (Janik), Яркени (Jarken), Ярмоловичі (Jarmołowicz).